# Hess (fiume)
Lo Hess  è un fiume del Canada che scorre nello Yukon. Il fiume nasce nella Selwyn Valley e, dopo circa 320 chilometri, si immette nel fiume Stewart.